# سلوین پنانت
سلوین پنانت (اسپانیایی: Selvin Pennant‎؛ زادهٔ ۴ ژانویهٔ ۱۹۵۰) بازیکن فوتبال اهل گواتمالا بود.
وی همچنین در تیم ملی فوتبال گواتمالا بازی کرده‌است.